# 趙倫之
趙 倫之（ちょう りんし、? - 元嘉5年12月27日（429年2月16日））は、南朝宋の外戚。字は幼成。本貫は下邳郡僮県。趙安宗の弟にあたる。

## 経歴
晋の平原郡太守の趙裔の子として生まれた。幼くして父を失い、母に孝事して知られた。劉裕の起兵に従い、軍功により閬中県五等侯に封じられた。雍州刺史に累進した。義熙12年（416年）、後秦の魯軌が襄陽に進攻してくると、倫之はこれを撃退した。義熙13年（417年）、劉裕が北伐して後秦を攻撃すると、倫之は順陽郡太守の傅弘之や扶風郡太守の沈田子を派遣して嶢柳に進出させ、姚泓を藍田に撃破した。
永初元年（420年）、劉裕が帝位につくと、倫之は霄城県侯に封じられ、安北将軍の号を受け、襄陽に駐屯した。永初3年（422年）、少帝劉義符が即位すると、倫之は建康に召還されて護軍の任を受けた。
元嘉3年（426年）1月、鎮軍将軍の号を受けた。6月、左光禄大夫の位を受け、領軍将軍の号を受けた。
元嘉5年12月庚寅（429年2月16日）、死去した。子の趙伯符が後を嗣いだ。

## 伝記資料
- 『宋書』巻46 列伝第6
- 『南史』巻18 列伝第8